# Анетий
Анетий (др.-греч. Σφήττιος; умер после 403 года до н. э.) — древнегреческий политический деятель, один из Тридцати тиранов, правивших Афинами в 404—403 годах до н. э. 

## Биография
В 404 году до н. э. Анетий стал членом коллегии Тридцати (позже её членов стали называть «Тридцатью тиранами»), к которой перешла власть над Афинами. Известно, что он принадлежал к той трети членов совета, которая была назначена гетериями, и представлял филу Акамантида. О дальнейшей судьбе Анетия ничего не известно. При этом античные авторы сообщают, что большинство «тиранов» после поражения в гражданской войне бежало в Элевсин (403 год до н. э.), и позже одни предстали перед судом, другие были убиты, а третьи нашли убежище в других регионах Греции.
Возможно, этот же Анетий упоминается в одном из эпиграфических источников в связи с событиями 410/409 года до н. э.